# Giovanni Bontate
Giovanni Bontate, noto anche come Giovanni Bontade (Palermo, 6 ottobre 1946 – Palermo, 28 settembre 1988), è stato un mafioso italiano, personaggio di primo piano dell'organizzazione mafiosa Cosa nostra negli anni ottanta.

## Biografia
Avvocato, era figlio del boss Francesco Paolo Bontate, meglio conosciuto come "don Paolino", e fratello di Stefano Bontate (assassinato nel 1981 durante la guerra di mafia che portò al vertice dell'organizzazione la famiglia dei Corleonesi capeggiata da Salvatore Riina). Giovanni Bontate però nel 1977 si schierò dalla parte dei Corleonesi con le uccisioni di Alfredo Taborre e Giuseppe Barbera con l'alleanza di Camorra. Secondo Tommaso Buscetta intendeva sostituire il fratello Stefano alla guida della Famiglia di Santa Maria di Gesù, ma, dopo l'uccisione del fratello, Riina lo mise inizialmente da parte a vantaggio del mafioso Pietro Lo Iacono, che venne incaricato di dirigere provvisoriamente la Famiglia.
Durante il maxiprocesso tenutosi a Palermo nel 1986-1987, Bontate lesse un comunicato in cui tentò di allontanare da Cosa nostra il sospetto di aver ordinato l'omicidio di Claudio Domino, un bambino di soli undici anni. Il comunicato ottenne l'effetto non voluto di confermare l'esistenza della organizzazione: come racconta Pietro Grasso, all'epoca giudice a latere, «con quella dichiarazione di Bontate, per la prima volta un mafioso pronunciò la parola ‘noi´: noi, significava noi mafiosi. Loro stessi ammettevano la loro esistenza. Era senza precedenti». Per via di questo comunicato, i Corleonesi decisero l'eliminazione di Bontate, che venne ucciso nel settembre 1988 nella sua villa insieme alla moglie Francesca Citarda dal suo luogotenente Pietro Aglieri.
In seguito alla sua uccisione, Aglieri prese il comando della Famiglia di Santa Maria di Gesù.